# 陈新武
陈新武（1968年7月—），湖北黄冈人，汉族，中国共产党党员。中华人民共和国政治人物、第十三届全国人民代表大会湖北省代表。曾任中共湖北省委常委、秘书长，现任中共重庆市委常委，市政府党组副书记、常务副市长。

## 生平
1990年毕业于南开大学社会学专业；
2012年8月，任湖北省人民政府副秘书长；2015年9月，任湖北省发展和改革委员会副主任；
2016年12月，任十堰市人民政府市长。
2018年，陈新武被选为湖北省出席第十三届全国人民代表大会代表。
2021年2月25日全国脱贫攻坚总结表彰大会上，陈新武被授予“全国脱贫攻坚先进个人”。
2021年4月2日，任湖北省发展和改革委员会主任。
2022年6月21日，当选为中共湖北省委常委，同时兼任省委秘书长。
2023年7月，调任中共重庆市委常委、秘书长。
2024年5月，转任重庆市人民政府常务副市长、党组副书记。